# Washington Redskins 2002
La stagione 2002 dei Washington Redskins è stata la 71ª della franchigia nella National Football League e la 66ª a Washington. Sotto la direzione del nuovo capo-allenatore Steve Spurrier la squadra terminò con un record di 7-9. Per il cornerback Darrell Green fu la 20ª e ultima annata con i Redskins.

## Roster
| Roster dei Washington Redskins nel 2002 |
| --- |
| Quarterback - 6 Shane Matthews - 11 Patrick Ramsey - 17 Danny Wuerffel Running Back - 46 Ladell Betts - 40 Rock Cartwright - 48 Stephen Davis - 47 Bryan Johnson FB - 32 Kenny Watson Wide Receiver - 84 Chris Doering - 87 Rod Gardner - 85 Darnerien McCants - 80 Justin Skaggs - 88 Derrius Thompson Tight End - 89 Zeron Flemister - 86 Walter Rasby - 49 Leonard Stephens Offensive Linemen - 59 Wilbert Brown G - 76 Jon Jansen T - 77 Tre' Johnson G - 64 David Loverne G - 50 Larry Moore C - 60 Chris Samuels T - 75 Alex Sulfsted T - 70 Kipp Vickers G Defensive Linemen - 91 Delbert Cowsette DT - 92 Daryl Gardener DT - 73 Bernard Jackson DE - 94 LaDairis Jackson DE - 93 Otis Leverette DE - 78 Bruce Smith DE - 95 Dan Wilkinson DT - 97 Renaldo Wynn DE Linebacker - 98 Jessie Armstead OLB - 56 LaVar Arrington OLB - 53 Eddie Mason OLB - 52 Lemar Marshall ILB - 55 Kevin Mitchell OLB - 58 Antonio Pierce ILB Defensive Back - 24 Champ Bailey CB - 28 Darrell Green SS - 35 Ricot Joseph - 34 Andre Lott - 26 Ifeanyi Ohalete FS - 21 Fred Smoot CB - 31 David Terrell FS Special Team - 10 Craig Jarrett P - 14 James Tuthill K Lista delle riserve - 4 Bryan Barker P (IR) - 23 Bruce Branch DB (IR) - 5 Brett Conway K (IR) - 71 Santana Dotson DT (IR) - 61 Rod Jones T (IR) - 29 Sam Shade SS (IR) - 66 Brendan Stai T (IR) - 54 Jeremiah Trotter ILB (IR) Squadra di allenamento - 19 Richmond Flowers WR - 36 Robert Gillespie RB - 67 Stephen Gibson OL - 79 Akil Smith G |
| Legenda - I rookie sono in corsivo. - Il primo ruolo è il principale mentre gli eventuali successivi indicano i ruoli secondari. - (IR) sta per Injured Reserve ed indica la lista ristretta per un solo giocatore infortunato che può tornare ad allenarsi dopo la settimana 6 e a rientrare in prima squadra dopo che questa ha giocato 8 partite. - (NF-Inj.) / (NF-Ill.) stanno rispettivamente per Non-Football Injured e Non-Football Illness ed indicano le liste dove viene inserito un giocatore che ha un infortunio o una malattia non dipendente dal football americano. - (PUP) sta per Physically Unable to Perform ed indica la lista dove viene inserito un giocatore mentre è in attesa di recuperare la condizione fisica. Nella stagione regolare dopo la sesta partita giocata dalla propria squadra, il giocatore ha tempo tre settimane per riprendere ad allenarsi, più tre settimane aggiuntive dal suo rientro agli allenamenti per rientrare in prima squadra. |

## Calendario
| Stagione regolare |                    |                         |                    |                    |                    |                    |                    |
| Turno             | Data               | Avversario              | Risultato          | Record             | Stadio             | Pubblico           |                    |
| 1                 | 8 settembre 2002   | Arizona Cardinals       | V 31–23            | 1–0                | FedExField         | 85,140             |                    |
| 2                 | 16 settembre 2002  | Philadelphia Eagles     | S 7–37             | 1–1                | FedExField         | 84,982             |                    |
| 3                 | 22 settembre 2002  | at San Francisco 49ers  | S 10–20            | 1–2                | 3Com Park          | 67,541             |                    |
| 4                 | Settimana di pausa | Settimana di pausa      | Settimana di pausa | Settimana di pausa | Settimana di pausa | Settimana di pausa | Settimana di pausa |
| 5                 | 6 ottobre 2002     | at Tennessee Titans     | V 31–14            | 2–2                | Adelphia Coliseum  | 68,804             |                    |
| 6                 | 13 ottobre 2002    | New Orleans Saints      | S 27–43            | 2–3                | FedExField         | 80,768             |                    |
| 7                 | 20 ottobre 2002    | at Green Bay Packers    | S 9–30             | 2–4                | Lambeau Field      | 63,363             |                    |
| 8                 | 27 ottobre 2002    | Indianapolis Colts      | V 26–21            | 3–4                | FedExField         | 80,169             |                    |
| 9                 | 3 novembre 2002    | at Seattle Seahawks     | V 14–3             | 4–4                | Seahawks Stadium   | 64,325             |                    |
| 10                | 10 novembre 2002   | at Jacksonville Jaguars | S 7–26             | 4–5                | Alltel Stadium     | 66,665             |                    |
| 11                | 17 novembre 2002   | at New York Giants      | S 17–19            | 4–6                | Giants Stadium     | 78,727             |                    |
| 12                | 24 novembre 2002   | St. Louis Rams          | V 20–17            | 5–6                | FedExField         | 79,823             |                    |
| 13                | 28 novembre 2002   | at Dallas Cowboys       | S 20–27            | 5–7                | Texas Stadium      | 63,606             |                    |
| 14                | 8 dicembre 2002    | New York Giants         | S 21–27            | 5–8                | FedExField         | 78,635             |                    |
| 15                | 15 dicembre 2002   | at Philadelphia Eagles  | S 21–34            | 5–9                | Veterans Stadium   | 65,615             |                    |
| 16                | 22 dicembre 2002   | Houston Texans          | V 26–10            | 6–9                | FedExField         | 70,291             |                    |
| 17                | 29 dicembre 2002   | Dallas Cowboys          | V 20–14            | 7–9                | FedExField         | 84,142             |                    |

## Classifiche
| NFC East                |    |    |   |      |     |      |     |     |     |
|                         | V  | S  | P | %    | DIV | CONF | PF  | PS  | STR |
| (1) Philadelphia Eagles | 12 | 4  | 0 | .750 | 5–1 | 11–1 | 415 | 241 | S1  |
| (5) New York Giants     | 10 | 6  | 0 | .625 | 5–1 | 8–4  | 320 | 279 | V4  |
| Washington Redskins     | 7  | 9  | 0 | .438 | 1–5 | 4–8  | 307 | 365 | V2  |
| Dallas Cowboys          | 5  | 11 | 0 | .313 | 1–5 | 3–9  | 217 | 329 | S4  |